# Intelligence Support Activity
Die Intelligence Support Activity (ISA, Spitzname The Activity) ist eine Spezialeinheit der United States Army. Zusammen mit Einheiten wie der Delta Force und DEVGRU gehört sie dem Joint Special Operations Command (JSOC) an.

## Auftrag
Die ISA unterstützt die anderen Einheiten des JSOC mit nachrichtendienstlichem Material (daher der Name Intelligence), unterhält jedoch auch eine kleine eigene Kampfeinheit für heikle verdeckte Operationen.

## Organisation
Der Aufbau der Einheit ist unklar, wahrscheinlich jedoch dem der Delta Force oder dem britischen Special Air Service (SAS) ähnlich. Ihre Stärke wird auf ca. 200 bis 300 Soldaten geschätzt.

## Geschichte

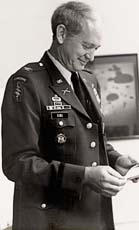
Jerry King, der erste Kommandeur der ISA

Die Einheit wurde 1980 unter dem Namen Field Operations Group gegründet, um die Delta Force bei der Rettungsaktion im Zusammenhang mit der Geiselnahme in Teheran zu unterstützen (Operation Eagle Claw). Dieser Einsatz scheiterte im Wesentlichen wegen nicht ausreichender Vorbereitung und Planungsfehlern, aber vor allem wegen Kompetenzgerangel und Rivalität der involvierten Teilstreitkräfte. Ein Jahr später wurde der Name in Intelligence Support Activity geändert. Das Hauptquartier lag zunächst in Arlington, Virginia, in einem zivilen Gebäude; mittlerweile ist die Einheit aber in Fort Bragg, North Carolina, untergebracht. 1989 wurde die Einheit offiziell aufgelöst, jedoch verschwand nur der Name ISA. Seitdem wird ein Tarnname verwendet, der alle zwei Jahre geändert wird. Zuletzt verwendete Bezeichnungen waren Centra Spike, Torn Victor und Gray Fox.